# Culin
Culin ist eine französische Gemeinde mit 785 Einwohnern (Stand: 1. Januar 2022) im Département Isère in der Region Auvergne-Rhône-Alpes; sie gehört zum Arrondissement Vienne und zum Kanton L’Isle-d’Abeau. Die Einwohner werden Culinois genannt.

## Geografie
Die Gemeinde Culin liegt etwa 29 Kilometer östlich von Vienne. Umgeben wird Culin von den Nachbargemeinden Saint-Agnin-sur-Bion im Norden, Les Éparres im Nordosten, Tramolé im Osten und Südosten, Sainte-Anne-sur-Gervonde im Süden sowie Meyrieu-les-Étangs im Südwesten und Westen.

## Bevölkerungsentwicklung
| Jahr                       | 1962 | 1968 | 1975 | 1982 | 1990 | 1999 | 2006 | 2014 | 2021 |
| -------------------------- | ---- | ---- | ---- | ---- | ---- | ---- | ---- | ---- | ---- |
| Einwohner                  | 261  | 256  | 251  | 336  | 406  | 518  | 610  | 714  | 756  |
| Quellen: Cassini und INSEE |      |      |      |      |      |      |      |      |      |

## Sehenswürdigkeiten

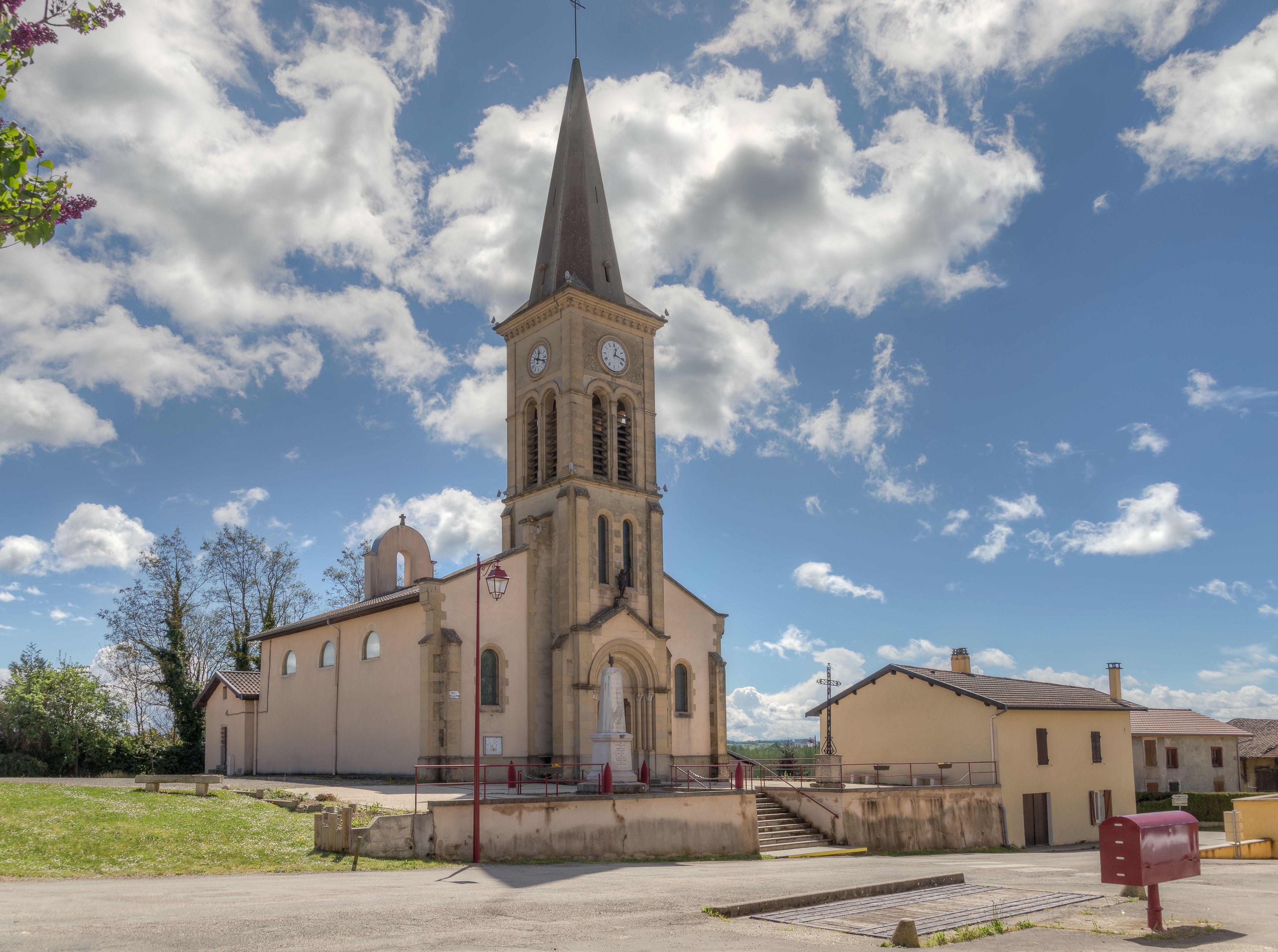
Kirche Saint-Clair

- Kirche Saint-Clair